# Cultuurnationalisme
Cultuurnationalisme is een vorm van nationalisme waarbij de natie wordt gedefinieerd op basis van een gemeenschappelijke cultuur. Dit speelde onder meer in het begin van de negentiende eeuw in het nog niet verenigde Duitsland. Aangezien dit nog geen eenheidsstaat was, kon zich geen staatsnationalisme vormen zoals in Frankrijk. 
Hoewel het streven naar een Duitse staatkundige eenheid weliswaar sterk was onder intellectuelen en kunstenaars, werd het door vele feodale overheden met geweld onderdrukt. Omdat dit Duitse nationale gevoel zich politiek niet kon uitdrukken, trok het zich terug in de Romantiek, een filosofisch idealistische en introspectieve geestesstroming die zich baseerde op een beweerde eeuwenlange gedeelde en glorieuze geschiedenis, en een oude gemeenschappelijke taal en literatuur, vaak ook verbonden met middeleeuwse godsdienstige voorstellingen van een samenleving en beschaving waarin geloof en burgerschap één organisch geheel zouden hebben gevormd. Dit nationale idealisme stelde zich, vanuit een essentialistische opvatting, de toenmalige samenleving voor als de uitkomst van wat altijd al in het wezen van het 'volk' besloten had gelegen, eeuwenlang gescheiden was gehouden door de volksvijandige feodaliteit, de standen en de kerken, maar nu, in de negentiende eeuw, in één bezield verband samenvloeide. Het benoemde zichzelf als vaderlandsliefde en zette dat als een wezenlijker geachte identiteit sterk af tegen het juridisch-formele staatsnationalisme van de Fransen en de Amerikanen. Het cultuurnationalisme wilde weliswaar liberaal zijn, maar was dat op een zodanig naar het verleden gerichte en traditiegebonden wijze dat het zich toch door het conservatisme liet inkapselen. Nationalistische stromingen in andere delen van Europa worden cultuurnationalistisch genoemd als zij zich niet richten op politieke emancipatie en staatsvorming, maar op de historische cultuur en taalkundige identiteit. Voor veel nationalistische bewegingen was dit kenmerkend voor hun vroege ontwikkelingsfase in de eerste helft van de negentiende eeuw. Als inspirator voor het cultuurnationalisme mag Johann Gottfried Herder (1744-1803) gelden. In een volgende generatie kreeg het Duitse cultuurnationalisme zijn vorm door het werk van, onder vele anderen, Johann Gottlieb Fichte, politiek filosoof (1762-1814), en Ernst Moritz Arndt (1769-1860), literator en dichter. Fichte werd zeer bekend door zijn collegecyclus Reden an die deutsche Nation, die hij tijdens de Napoleontische bezetting van Duitsland in 1807 en 1808 voordroeg. Daarin gaf hij een blauwdruk van een komende Duitse nationale eenheidsstaat, die zich natuur-wetmatig zou ontwikkelen uit het wezen van de Duitse natie. Met deze filosofisch-idealistische benadering werd op papier de stap gezet van cultuur- naar staatsnationalisme.  
In latere ontwikkelingsfasen kan het cultuurnationalisme in verband gezien worden met etnisch nationalisme. Na de oprichting van nationale staten ontwikkelde zich in Midden-Europa uit deze eerdere fasen het staatsnationalisme.
Voorbeelden in het Nederlandse taalgebied van cultuurnationalisme of regionalisme, romantisch teruggrijpend op oudere (proto-)nationale tradities, zijn:
- Het Fries nationalisme, verwijzend naar Magna Frisia[1]
- Het Limburg-nationalisme, verwijzend naar het hertogdom Limburg[2]
- Het Brabant-nationalisme, verwijzend naar het hertogdom Brabant[3]
- Het Nedersaksisch regionalisme ten tijde van de Nedersaksische Beweging

Er bestaan historische en actuele banden met grensregio's in Duitsland en België, maar er is geen sprake van separatisme en werkelijke staat- of natievorming.